# Ǫ̂
Ǫ̂ (minuscule : ǫ̂), appelé O accent circonflexe ogonek, est une lettre latine utilisée dans l’écriture du danezaa, du han, du moyen bas allemand, et du tagish.
Il s’agit de la lettre O diacritée d’un accent circonflexe et d’un ogonek.

## Représentations informatiques
Le O accent circonflexe ogonek peut être représenté avec les caractères Unicode suivants : 
- précomposé et normalisé NFC (latin étendu B, diacritiques) :

| formes    | représentations | chaînes de caractères | points de code | descriptions                                                    |
| --------- | --------------- | --------------------- | -------------- | --------------------------------------------------------------- |
| capitale  | Ǫ̂               | Ǫ◌̂                    | U+01EA U+0302  | lettre majuscule latine o ogonek diacritique accent circonflexe |
| minuscule | ǫ̂               | ǫ◌̂                    | U+01EB U+0302  | lettre minuscule latine o ogonek diacritique accent circonflexe |

- décomposé et normalisé NFD (latin de base, diacritiques) :

| formes    | représentations | chaînes de caractères | points de code       | descriptions                                                                |
| --------- | --------------- | --------------------- | -------------------- | --------------------------------------------------------------------------- |
| capitale  | Ǫ̂               | O◌̨◌̂                   | U+004F U+0328 U+0302 | lettre majuscule latine o diacritique ogonek diacritique accent circonflexe |
| minuscule | ǫ̂               | o◌̨◌̂                   | U+006F U+0328 U+0302 | lettre minuscule latine o diacritique ogonek diacritique accent circonflexe |